# Lista de pinturas de Artemisia Gentileschi
Esta é uma lista de pinturas de Artemisia Gentileschi.
As obras de Gentileschi retratam normalmente mulheres, de mitos, alegorias e passagens bíblicas, como vítimas, suicidas e guerreiras. Seu trabalho está em exposição em museus em todo o mundo, especialmente Estados Unidos e Europa.

## Lista de pinturas
| Imagem | Título                                                      | Data                       | Material                  | Coleção                                                            | Notação iconológica                      | Descrição |
| ------ | ----------------------------------------------------------- | -------------------------- | ------------------------- | ------------------------------------------------------------------ | ---------------------------------------- | --- |
|        | Judith and her maidservant with the head of Holofernes      | século XVII                | tinta a óleo tela         | Museu Nacional de Arte                                             | 71U42741                                 | http://www.metmuseum.org/art/metpublications/Orazio_and_Artemisia_Gentileschi |
|        | Vierge de l'Annonciation                                    | século XVII                | tinta a óleo painel       | No/unknown value                                                   |                                          | |
|        | Judite e sua criada                                         | 1618 década de 1610        | tinta a óleo tela         | Galeria Palatina                                                   | 71U43                                    | http://catalogo.uffizi.it/it/29/ricerca/detailiccd/1417207/ |
|        | Suzana e os anciões ( tu é ?)                               | 1610                       | tinta a óleo tela         | Palácio de Weissenstein                                            | 71P4122                                  | |
|        | Judite e criada com a cabeça de Holofernes                  | 1610                       | tinta a óleo              | No/unknown value                                                   | 71U4274                                  | http://www.metmuseum.org/art/metpublications/Orazio_and_Artemisia_Gentileschi |
|        | Self-Portrait                                               | década de 1610             | tinta a óleo              | Palácio de Weissenstein                                            |                                          | |
|        | David avec la tête de Goliath                               | década de 1610             | tinta a óleo tela         | No/unknown value                                                   |                                          | |
|        | Judith Slaying Holofernes (Judith Beheading Holofernes)     | 1611                       |                           |                                                                    |                                          | |
|        | A Virgem e criança                                          | 1612                       | tinta a óleo tela         | Galeria Spada                                                      |                                          | https://books.google.com.br/books?id=K-nALLkKkw0C&printsec=frontcover&redir_esc=y#v=onepage&q&f=false |
|        | Danae                                                       | 1612                       | tinta a óleo cobre        | Museu de Arte de Saint Louis                                       |                                          | https://books.google.com.br/books?id=K-nALLkKkw0C&printsec=frontcover&redir_esc=y#v=onepage&q&f=false |
|        | Judite decapitando Holofernes                               | 1613                       | tinta a óleo tela         | Reggia di Capodimonte                                              | 71U4273                                  | |
|        | Cleópatra                                                   | 1613                       | tinta a óleo tela         | No/unknown value                                                   |                                          | |
|        | Self-Portrait as Saint Catherine of Alexandria              | década de 1610             | madeira                   | Museu Nacional de Arte                                             |                                          | |
|        | Santa Catarina de Alexandria                                | 1615                       | tinta a óleo tela         | Galleria degli Uffizi                                              |                                          | https://books.google.com.br/books?id=K-nALLkKkw0C&printsec=frontcover&redir_esc=y#v=onepage&q&f=false https://catalogo.uffizi.it/it/29/ricerca/detailiccd/1184292/ |
|        | Salomé com a cabeça de São João Batista                     | 1615                       | tinta a óleo tela         | Museu de Belas Artes de Budapeste                                  | 73C1334                                  | http://www.szepmuveszeti.hu/adatlap_eng/salome_with_the_head_of_10354 https://www.mfab.hu/artworks/salome-with-the-head-of-saint-john-the-baptist-4/ |
|        | Alegoria da inclinação                                      | 1615                       | tinta a óleo tela         | Casa Buonarroti                                                    |                                          | https://web.archive.org/web/20070927092739/http://www.casabuonarroti.it/altre.htm |
|        | Autorretrato como mártir feminino                           | 1615                       | tinta a óleo painel       | No/unknown value                                                   |                                          | |
|        | Autorretrato como música de alaúde                          | década de 1610             | tinta a óleo tela         | Wadsworth Atheneum Villa Medici em Roma                            | 48B3                                     | http://hyperallergic.com/117372/connecticut-museum-acquires-rare-artemisia-gentileschi-self-portrait/ http://www.alaintruong.com/archives/2014/01/10/28914929.html https://www.thehistoryblog.com/archives/29836 https://5058.sydneyplus.com/argus/final/Portal/Public.aspx?lang=en-US&g_AABJ=Artemisia+Gentileschi&d=d |
|        | Autorretrato como Santa Catarina de Alexandria              | 1616                       | tinta a óleo tela         | National Gallery                                                   | 11HH(CATHERINE)9 61B(+2) 11HH(CATHERINE) | https://www.robilantvoena.com/press/notable-sales/#/62/ |
|        | The Virgin nursing the Child"                               | 1617                       | tinta a óleo tela         | No/unknown value                                                   |                                          | |
|        | Retrato de uma freira                                       | 1618                       | tinta a óleo              | No/unknown value                                                   |                                          | http://www.metmuseum.org/art/metpublications/Orazio_and_Artemisia_Gentileschi |
|        | Portrait d'un chevalier de l'ordre de Saint-Étienne         | século XVII                | tinta a óleo tela         | No/unknown value                                                   |                                          | |
|        | Conversão de Madalena                                       | 1620 1616                  | tinta a óleo tela         | Galeria Palatina                                                   | 11HH(MARY MAGDALENE)31                   | https://books.google.com.br/books?id=K-nALLkKkw0C&printsec=frontcover&redir_esc=y#v=onepage&q&f=false |
|        | Maria Madalena melancólica                                  | década de 1620             | tinta a óleo tela         | Museu Soumaya                                                      | 11HH(MARY MAGDALENE)                     | https://books.google.com.br/books?id=K-nALLkKkw0C&printsec=frontcover&redir_esc=y#v=onepage&q&f=false |
|        | Santa Catarina de Alexandria                                | 1620                       | tinta a óleo              | Museu de arte de El Paso                                           |                                          | http://www.kressfoundation.org/collection/ViewCollection.aspx?id=72&artistID=18782 |
|        | Medeia                                                      | 1620                       |                           | No/unknown value                                                   |                                          | https://www.conceptualfinearts.com/cfa/2016/11/29/rome-celebrates-artemisia-gentileschi-revealing-three-new-original-pieces/ |
|        | Portrait of a Lady Holding a Fan                            | década de 1620             | tinta a óleo tela         | Ordem Soberana e Militar de Malta                                  |                                          | http://www.alaintruong.com/archives/2020/09/30/38562248.html |
|        | Santa Cecilia                                               | 1620                       | tinta a óleo tela         | No/unknown value                                                   |                                          | |
|        | Tête d'héroïne                                              | década de 1620             | tinta a óleo tela         | No/unknown value                                                   |                                          | |
|        | Amour endormi                                               | década de 1620             | tinta a óleo copper panel | No/unknown value                                                   |                                          | |
|        | Cleópatra                                                   | década de 1620             | tinta a óleo tela         | Fundação Cavallini-Sgarbi                                          |                                          | https://books.google.com.br/books?id=K-nALLkKkw0C&printsec=frontcover&redir_esc=y#v=onepage&q&f=false |
|        | Yael e Sísera                                               | 1620                       | tinta a óleo tela         | Museu de Belas Artes de Budapeste                                  | 71F1544                                  | https://books.google.com.br/books?id=K-nALLkKkw0C&printsec=frontcover&redir_esc=y#v=onepage&q&f=false https://www.mfab.hu/artworks/jael-and-sisera/ |
|        | Judite decapitando Holofernes                               | 1620                       | tinta a óleo tela         | Galleria degli Uffizi                                              | 71U4273                                  | https://books.google.com.br/books?id=K-nALLkKkw0C&printsec=frontcover&redir_esc=y#v=onepage&q&f=false |
|        | Santa Cecília                                               | 1620                       | tinta a óleo tela         | Galeria Spada                                                      |                                          | |
|        | Retrato de Gonfaloneiro                                     | 1622                       | tinta a óleo tela         | Palazzo d'Accursio                                                 |                                          | https://books.google.com.br/books?id=K-nALLkKkw0C&printsec=frontcover&redir_esc=y#v=onepage&q&f=false |
|        | Susana e os idosos                                          | 1622                       | tinta a óleo tela         | Burghley House                                                     | 71P4122                                  | http://www.archeobo.arti.beniculturali.it/pdf/Artemisia_Susanna.pdf https://collections.burghley.co.uk/collection/susannah-and-the-elders-by-artemisia-gentileschi-1593-1652/ |
|        | Judite e suas criadas                                       | década de 1620             | tinta a óleo tela         | Detroit Institute of Arts                                          | 71U4274                                  | |
|        | Lucrécia                                                    | 1625 1623                  | tinta a óleo tela         | Palácio Cattaneo-Adorno                                            |                                          | https://books.google.com.br/books?id=K-nALLkKkw0C&printsec=frontcover&redir_esc=y#v=onepage&q&f=false |
|        | Maria Madalena em êxtase                                    | 1623                       | tinta a óleo              | No/unknown value                                                   | 11HH(MARY MAGDALENE)37                   | http://www.sothebys.com/en/auctions/ecatalogue/2014/tableaux-anciens-19-siecle-pf1409/lot.24.html https://caravaggio-bernini.khm.at/visione/ |
|        | Maria Madalena arrependida                                  | 1625                       | tinta a óleo              | Catedral de Sevilha                                                |                                          | https://books.google.com.br/books?id=K-nALLkKkw0C&printsec=frontcover&redir_esc=y#v=onepage&q&f=false |
|        | Portrait of a seated lady (senora Caterina Savelli?)        | 1625                       | tinta a óleo tela         | No/unknown value                                                   |                                          | https://www.sothebys.com/en/buy/auction/2022/master-paintings-sculpture-part-i/portrait-of-a-seated-lady-three-quarter-length-in?locale=en |
|        | Penitent Mary Magdalene                                     | década de 1620             | tinta a óleo tela         | Museu de Arte Kimbell                                              |                                          | https://kimbellart.org/news-and-stories/recently-discovered-painting-artemisia-gentileschi-acquired https://kimbellart.org/collection/ap-202402 |
|        | Madeleine pénitente                                         | século XVII                | tinta a óleo tela         |                                                                    |                                          | |
|        | Lucrécia (1645-50)                                          | século XVII                | tinta a óleo tela         | Novo Palácio de Potsdam                                            |                                          | https://books.google.com.br/books?id=K-nALLkKkw0C&printsec=frontcover&redir_esc=y#v=onepage&q&f=false |
|        | Portrait of a Gentleman, probably Antoine de Ville          | década de 1620             | tinta a óleo tela         | No/unknown value                                                   |                                          | https://www.sothebys.com/en/buy/auction/2019/master-paintings-evening-sale/artemisia-gentileschi-portrait-of-a-gentleman |
|        | Vênus e Cupido                                              | século XVII                | tinta a óleo tela         | Museu de Belas Artes da Virgínia                                   |                                          | https://vmfa.museum/piction/6027262-343800344/ |
|        | Aurora                                                      | 1627                       | tinta a óleo              | No/unknown value                                                   |                                          | http://www.metmuseum.org/art/metpublications/Orazio_and_Artemisia_Gentileschi |
|        | Woman Playing a Lute                                        | década de 1620             | tinta a óleo tela         | No/unknown value                                                   |                                          | https://arthive.com/artemisiagentileschi/works/552048 http://www.thearttribune.com/spip.php?page=docbig&id_document=4331 |
|        | Ester e Assuero                                             | década de 1620             | tinta a óleo tela         | Metropolitan Museum of Art                                         | 71Q63                                    | https://books.google.com.br/books?id=K-nALLkKkw0C&printsec=frontcover&redir_esc=y#v=onepage&q&f=false |
|        | Madalena penitente                                          | 1629                       | tinta a óleo              | Museu Correale                                                     | 11HH(MARY MAGDALENE)36                   | https://books.google.com.br/books?id=K-nALLkKkw0C&printsec=frontcover&redir_esc=y#v=onepage&q&f=false |
|        | Virgem e criança                                            | 1630 década de 1610        | tinta a óleo tela         | Galeria Palatina                                                   |                                          | https://books.google.com.br/books?id=K-nALLkKkw0C&printsec=frontcover&redir_esc=y#v=onepage&q&f=false |
|        | Corisca e Sátiro                                            | década de 1630             | tinta a óleo tela         | No/unknown value                                                   |                                          | |
|        | Ló e suas filhas                                            | década de 1630             | tinta a óleo tela         | Museu de Arte de Toledo                                            | 71C1252                                  | http://emuseum.toledomuseum.org/objects/55087/lot-and-his-daughters https://emuseum.toledomuseum.org/objects/55087 |
|        | Anunciação                                                  | 1630                       | tinta a óleo tela         | Reggia di Capodimonte                                              | 73A521                                   | http://www.metmuseum.org/art/metpublications/Orazio_and_Artemisia_Gentileschi |
|        | Suzana e os idosos (versão autografada)                     | 1630                       | tinta a óleo tela         | Castelo de Nottingham                                              | 71P4122                                  | http://www.metmuseum.org/art/metpublications/Orazio_and_Artemisia_Gentileschi |
|        | Santa Catarina de Alexandria                                | década de 1630 século XVII | tinta a óleo tela         | No/unknown value                                                   |                                          | http://www.sothebys.com/en/auctions/ecatalogue/2006/important-old-master-paintings-n08162/lot.69.html |
|        | Alegoria da pintura (oval)                                  | década de 1630             | tinta a óleo              | No/unknown value                                                   |                                          | http://www.metmuseum.org/art/metpublications/Orazio_and_Artemisia_Gentileschi |
|        | Madalena penitente em campo                                 | 1630                       | tinta a óleo              | No/unknown value                                                   | 11HH(MARY MAGDALENE)36                   | http://www.metmuseum.org/art/metpublications/Orazio_and_Artemisia_Gentileschi |
|        | Uma mulher pintando um homem                                | década de 1630             | tinta a óleo tela         | Galeria Nacional de Arte Antiga                                    |                                          | https://books.google.com.br/books?id=K-nALLkKkw0C&printsec=frontcover&redir_esc=y#v=onepage&q&f=false https://www.barberinicorsini.org/opera/autoritratto/ |
|        | Saint Sebastian tended by Saint Irene                       | 1630                       | tinta a óleo tela         | No/unknown value                                                   |                                          | http://www.sothebys.com/en/auctions/ecatalogue/2019/master-paintings-evening-n10007/lot.45.html |
|        | Lucretia                                                    | 1630                       | tinta a óleo              | Museu J. Paul Getty                                                |                                          | https://issuu.com/artcurialbpt/docs/3949?e=6268161/12789934 https://www.artcurial.com/en/sale-3949-old-master-19th-century-art https://www.artnews.com/art-news/news/artemisia-gentileschi-auction-record-paris-13579/                                                                                                  |
|        | David and Goliath                                           | década de 1630             | tinta a óleo tela         | No/unknown value                                                   |                                          | http://www.theartnewspaper.com/news/newly-attributed-artemisia-gentileschi-painting-revealed-in-london |
|        | Mary Magdalene                                              | 1630                       | tinta a óleo              | No/unknown value                                                   |                                          | https://www.1fmediaproject.net/2011/10/05/artemisia-gentileschi-storia-di-una-passione-palazzo-reale-milan/art_05/ http://catalogo.fondazionezeri.unibo.it/scheda/opera/48251/Gentileschi%20Artemisia%2C%20Santa%20Maria%20Maddalena                                                                                    |
|        | The Allegory of Fame                                        | década de 1630             | tinta a óleo tela         | No/unknown value                                                   |                                          | https://m.facebook.com/TEFAF/photos/a.195946857093279/3241940022493932 https://www.1fmediaproject.net/2011/10/05/artemisia-gentileschi-storia-di-una-passione-palazzo-reale-milan/art_48/ |
|        | Sleeping Mary Magdalen                                      | 1630                       |                           | Museu Correale                                                     |                                          | https://www.museocorreale.it/correale-art-collection-02-artemisia-gentileschi/ |
|        | Saint Jean-Baptiste dans le désert                          | década de 1630             | tinta a óleo tela         | No/unknown value                                                   |                                          | |
|        | Cléopâtre                                                   | década de 1630             | tinta a óleo tela         | No/unknown value                                                   |                                          | |
|        | The Sleeping Christ Child                                   | década de 1630             | tinta a óleo copper panel | Museu de Belas Artes de Boston                                     |                                          | |
|        | Maria Madalena segurando um crânio                          | 1631                       | tinta a óleo              | No/unknown value                                                   | 11HH(MARY MAGDALENE)9                    | http://www.metmuseum.org/art/metpublications/Orazio_and_Artemisia_Gentileschi |
|        | Clio                                                        | 1632                       | tinta a óleo tela         | Palazzo Giuli Rosselmini Gualandi                                  |                                          | https://palazzoblu.it/artwork/clio-la-musa-della-storia-olio-su-tela/ |
|        | Nascimento de São João Batista                              | 1635                       | tinta a óleo tela         | Museu do Prado                                                     | 73A141                                   | |
|        | Minerva                                                     | década de 1630             | tinta a óleo tela         | Galleria degli Uffizi                                              |                                          | https://books.google.com.br/books?id=K-nALLkKkw0C&printsec=frontcover&redir_esc=y#v=onepage&q&f=false |
|        | Cleópatra descoberta por seus amos                          | 1635                       | tinta a óleo              | No/unknown value                                                   |                                          | http://www.metmuseum.org/art/metpublications/Orazio_and_Artemisia_Gentileschi |
|        | Saint Catherine of Alexandria                               | 1635                       | tinta a óleo tela         | No/unknown value                                                   |                                          | https://www.hampel-auctions.com/a/Artemisia-Gentileschi-1593-1652-zug.html?a=83&s=220&id=89146&acl=800304 http://www.artnet.com/artists/artemisia-gentileschi/bildnis-der-heiligen-katharina-lSZ-dSd-trpvvWpBlUj0Rw2 |
|        | Judith carrying the head of Holofernes                      | 1635                       | tinta a óleo tela         | Musée des Beaux-Arts de Quimper                                    |                                          | https://collections.mbaq.fr/fr/search-notice/detail/873-1-270-judit-6f155 |
|        | Justice embracing Peace                                     | 1635                       | tinta a óleo painel       | No/unknown value                                                   |                                          | |
|        | Hercule et Omphale                                          | década de 1630             | tinta a óleo tela         | Sursock House                                                      |                                          | |
|        | Adoração dos magos                                          | 1636                       | tinta a óleo tela         | Catedral de Pozzuoli                                               |                                          | http://www.arteworld.it/adorazione-dei-magi-artemisia-gentileschi-analisi/ http://www.napolipost.com/san-gennaro-ritorna-pozzuoli/ |
|        | O martírio de São Januário no Anfiteatro de Pozzuoli        | 1636                       | tinta a óleo tela         | Catedral de Pozzuoli                                               |                                          | |
|        | Betsabá                                                     | 1637                       | tinta a óleo tela         | Museu de Arte de Columbus                                          | 71H712                                   | http://www.columbusmuseum.org/embark-collection/pages/Obj754/?sid=75&x=17891 |
|        | São Próculo de Pozzuoli e sua mãe Santa Nicea               | 1637                       | tinta a óleo tela         | Catedral de Pozzuoli                                               |                                          | |
|        | Cristo e a mulher samaritana                                | 1637                       | tinta a óleo tela         | No/unknown value                                                   | 73C72212                                 | |
|        | Saint Lucy                                                  | 1637                       | tinta a óleo              | No/unknown value                                                   |                                          | http://www.alaintruong.com/archives/2020/09/30/38562248.html |
|        | Bathsheba at Her Bath                                       | 1637                       | tinta a óleo tela         | Matthiesen Gallery                                                 |                                          | |
|        | Betsabá no banho                                            | 1638                       | tinta a óleo              | No/unknown value                                                   | 71H712                                   | http://www.sothebys.com/en/auctions/ecatalogue/2014/old-master-british-paintings-evening-l14036/lot.20.html https://www.sothebys.com/en/buy/auction/2019/master-paintings-evening-sale/artemisia-gentileschi-bathsheba-at-her-bath                                                                                      |
|        | Sansão e Dalila                                             | 1638                       | tinta a óleo              | Reggia di Capodimonte Gallerie d'Italia                            | 71F375                                   | http://www.metmuseum.org/art/metpublications/Orazio_and_Artemisia_Gentileschi https://gallerieditalia.com/it/musei-online/opere/sansone_e_dalila-15030/ |
|        | Susanna and the Elders                                      | 1638                       | tinta a óleo              |                                                                    |                                          | https://www.sothebys.com/en/buy/auction/2022/master-paintings-sculpture-part-i/susanna-and-the-elders |
|        | Autorretrato como alegoria da pintura                       | 1638 década de 1630        | tinta a óleo tela         | Royal Collection                                                   |                                          | |
|        | Susanna and the Elders                                      | 1639                       |                           | Royal Collection                                                   |                                          | https://www.rct.uk/collection/search#/11/collection/402702/susanna-and-the-elders |
|        | Cléopâtre                                                   | século XVII                | tinta a óleo tela         | No/unknown value                                                   |                                          | |
|        | Judith and her Maidservant with the Head of Holofernes      | século XVII                | tinta a óleo linho        | Museu Nacional de Arte                                             | 71U4274                                  | |
|        | Betsabá                                                     | 1645 1640                  | tinta a óleo tela         | No/unknown value                                                   | 71H712 71H71                             | http://www.sothebys.com/en/auctions/ecatalogue/2011/old-master-paintings-19th-century-paint-mi0314/lot.27.html |
|        | Betsabá                                                     | 1645 1640                  | tinta a óleo tela         | No/unknown value                                                   | 71H712                                   | |
|        | Alegoria da pintura                                         | década de 1640             | tinta a óleo tela         | Museu de Tessé                                                     |                                          | https://books.google.com.br/books?id=K-nALLkKkw0C&printsec=frontcover&redir_esc=y#v=onepage&q&f=false |
|        | Vênus abraçando o Cupido                                    | 1640                       | tinta a óleo              | No/unknown value                                                   |                                          | http://www.metmuseum.org/art/metpublications/Orazio_and_Artemisia_Gentileschi |
|        | Cristo abençoando as crianças                               | 1640 1626                  | tinta a óleo              | Basílica de Santo Ambrósio e São Carlos Metropolitan Museum of Art | 73C7224                                  | http://www.metmuseum.org/art/metpublications/Orazio_and_Artemisia_Gentileschi |
|        | Mary Magdalene penitent                                     | 1640                       | tinta a óleo tela         | Museu Nacional de Arte                                             | 11HH(MARY MAGDALENE)9                    | |
|        | Saint Cecilia                                               | 1640                       | tinta a óleo tela         | Museu de Arte de John e Mable Ringling                             |                                          | http://emuseum.ringling.org/emuseum/objects/25008/saint-cecilia https://emuseum.ringling.org/emuseum/objects/25008/saint-cecilia?ctx=c9e44f7d-df82-47de-bf11-dcb1ef85dd6f&idx=5 |
|        | Mary Magdalene in Ecstasy                                   | 1640                       | tinta a óleo              | No/unknown value                                                   |                                          | https://emuseum.ringling.org/emuseum/objects/25008/saint-cecilia?ctx=c9e44f7d-df82-47de-bf11-dcb1ef85dd6f&idx=5 |
|        | Saint Catherine of Alexandria                               | 1640 década de 1630        | tinta a óleo tela         | Museu Nacional de Belas-Artes da Suécia                            |                                          | https://www.sothebys.com/en/buy/auction/2019/old-masters-evening-sale/artemisia-gentileschi-a-female-martyr-saint https://www.nationalmuseum.se/en/om-nationalmuseum/nyheter/nationalmuseum-f%C3%B6rv%C3%A4rvar-verk-av-artemisia-gentileschi                                                                           |
|        | Allegory of Astronomy                                       | década de 1640             | tinta a óleo tela         | No/unknown value                                                   |                                          | https://www.liveauctioneers.com/item/5322919_95a-artemisia-gentileschi-roma-1593-napoli-1654-al http://www.artnet.com/artists/artemisia-gentileschi/allegoria-dellastronomia-1jVMNrpbsHeIkMmLjnahjQ2 |
|        | Ulysses finding Achilles at the Court of King Lycomedes     | 1640                       | tinta a óleo tela         | No/unknown value                                                   |                                          | |
|        | Santa Apolónia                                              | 1644 1642                  | tinta a óleo              | Museu Soumaya                                                      |                                          | https://books.google.com.br/books?id=K-nALLkKkw0C&printsec=frontcover&redir_esc=y#v=onepage&q&f=false |
|        | Santa Lúcia                                                 | 1644 1642                  | tinta a óleo              | Museu Soumaya                                                      |                                          | https://books.google.com.br/books?id=K-nALLkKkw0C&printsec=frontcover&redir_esc=y#v=onepage&q&f=false |
|        | Lucrécia (1643)                                             | 1643                       | tinta a óleo              | Reggia di Capodimonte                                              |                                          | |
|        | Betsabá                                                     | 1645                       | tinta a óleo tela         | Fundação dos palácios e jardins prussianos de Berlim-Brandenburgo  | 71H7                                     | http://www.wga.hu/frames-e.html?/html/g/gentiles/artemisi/bathsheb.html http://www.artbible.info/art/large/679.html |
|        | Davi e Betsabá                                              | 1645                       | tinta a óleo              | Palácio Pitti                                                      | 71H712                                   | http://advancingwomenartists.org/artists/artemisia-gentileschi/a-hidden-treasure http://allafiorentina.com/florence/women-artists-florence/ |
|        | Judite e criadas com a cabeça de Holofernes                 | 1645                       | tinta a óleo              | Reggia di Capodimonte                                              | 71U4274                                  | http://www.metmuseum.org/art/metpublications/Orazio_and_Artemisia_Gentileschi |
|        | Judite e criada com a cabeça de Holofernes                  | 1645                       | tinta a óleo              | Musée des Explorations du Monde                                    | 71U4274                                  | https://books.google.com.br/books?id=K-nALLkKkw0C&printsec=frontcover&redir_esc=y#v=onepage&q&f=false |
|        | Suzana e os idosos (Brno)                                   | 1649                       | tinta a óleo tela         | Galeria Morava de Brno                                             | 71P4122                                  | https://books.google.com.br/books?id=K-nALLkKkw0C&printsec=frontcover&redir_esc=y#v=onepage&q&f=false https://sbirky.moravska-galerie.cz/items/CZE:MG.M_246 |
|        | O triunfo de Galateia                                       | 1650                       | tinta a óleo tela         | Galeria Nacional de Arte                                           |                                          | https://books.google.com.br/books?id=K-nALLkKkw0C&printsec=frontcover&redir_esc=y#v=onepage&q&f=false |
|        | Suzana e os anciões                                         | 1650                       | tinta a óleo              | Museu Cívico de Bassano                                            | 71P4122                                  | http://www.metmuseum.org/art/metpublications/Orazio_and_Artemisia_Gentileschi |
|        | Allegoria della Retorica                                    | 1650                       |                           |                                                                    |                                          | |
|        | David with the head of Goliath                              | século XVII                | tinta a óleo tela         | No/unknown value                                                   |                                          | |
|        | giuditta e la fantesca abra con la testa recisa di oloferne | século XVII                |                           |                                                                    |                                          | |
|        | Virgem e criança com rosário                                | 1651                       | tinta a óleo cobre        | Mosteiro e Sítio do Escorial                                       |                                          | https://books.google.com.br/books?id=K-nALLkKkw0C&printsec=frontcover&redir_esc=y#v=onepage&q&f=false |
|        | Bathsheba, c. 1650-52                                       | 1651                       | tinta a óleo              | No/unknown value                                                   |                                          | |
|        | Suzana e os anciões                                         | 1652                       | tinta a óleo tela         | Pinacoteca Nacional de Bolonha                                     | 71P4122                                  | http://www.archeobologna.beniculturali.it/comunicati_stampa/donne_bo_2013.htm http://melbourneartnetwork.com.au/2012/07/10/evcs-a-newly-discovered-late-work-by-artemisia-gentileschi-susanna-and-the-elders-1652/ |
|        | Lucrèce                                                     |                            |                           |                                                                    |                                          | |
|        | Cléopâtre                                                   |                            |                           | No/unknown value                                                   |                                          | |